# Port lotniczy Stambuł-Sabiha Gökçen
Port lotniczy Sabiha-Gökçen – port lotniczy położony 20 km na wschód od Stambułu. Jest drugim portem lotniczym obsługującym Stambuł (po Porcie lotniczym Stambuł). Nazwa portu lotniczego pochodzi od imienia pierwszej tureckiej pilotki – Sabihy Gökçen.

## Linie lotnicze i połączenia
| Linia lotnicza      | Kierunek |
| ------------------- | --- |
| Air Arabia          | 1. Abu Zabi 2. Kair (od 2 kwietnia 2024) 3. Casablanca 4. Szardża 5. Tanger |
| AnadoluJet          | 1. Adana 2. Amsterdam 3. Ankara 4. Antalya 5. Bagdad 6. Bahrajn 7. Baku 8. Barcelona 9. / Bazylea 10. Belgrad 11. Mediolan-Bergamo 12. Berlin 13. Bodrum 14. Bruksela 15. Budapeszt 16. Kolonia/Bonn 17. Kopenhaga 18. Dalaman 19. Dammam 20. Denizli 21. Diyarbakır 22. Dubaj 23. Düsseldorf 24. Edremit 25. Irbil 26. / Ercan 27. Erzincan 28. Erzurum 29. Frankfurt 30. Gaziantep 31. Hamburg 32. Hanower 33. Hatay 34. Iğdır 35. Izmir 36. Dżudda 37. Kars 38. Kayseri 39. Kuwejt 40. Londyn-Stansted 41. Lyon 42. Malatya 43. Mardin 44. Medyna 45. Monachium 46. Nevşehir 47. Ordu–Giresun 48. Paryż-Charles de Gaulle 49. / Prisztina 50. Rijad 51. Rize–Artvin 52. Rzym-Fiumicino 53. Samsun 54. Şanlıurfa 55. Sarajewo 56. Szardża 57. Szymkent 58. Sivas 59. Stuttgart 60. Tbilisi 61. Teheran-Imam Khomeini 62. Tel Awiw 63. Tokat 64. Trabzon 65. Urmia 66. Wan 67. Wiedeń 68. Zurych |
| Azerbaijan Airlines | 1. Baku |
| Batik Air Malaysia  | 1. Kuala Lumpur |
| British Airways     | 1. Londyn-Heathrow |
| FlyArystan          | 1. Turkiestan |
| Fly Baghdad         | 1. Bagdad |
| Flydubai            | 1. Dubaj |
| Flynas              | 1. Gassim 2. Dżudda 3. Rijad 4. Dammam |
| Iraqi Airways       | 1. Bagdad |
| Jazeera Airways     | 1. Kuwejt |
| Kuwait Airways      | 1. Kuwejt |
| Nile Air            | 1. Kair |
| Pegasus Airlines    | 1. Abu Zabi 2. Adana 3. Adıyaman 4. Aleksandria 5. Ałmaty 6. Amasya Merzifon 7. Amman 8. Amsterdam 9. Ankara 10. Antalya 11. Astana 12. Ateny 13. Bagdad 14. Bahrajn 15. Baku 16. Barcelona 17. / Bazylea 18. Basra 19. Batman 20. Batumi 21. Bejrut 22. Belgrad 23. Mediolan-Bergamo 24. Berlin 25. Birmingham 26. Biszkek 27. Bodrum 28. Bolonia 29. Bratysława (od 15 maja 2024) 30. Bukareszt 31. Budapeszt 32. Casablanca 33. Bruksela-Charleroi 34. Kolonia/Bonn 35. Kopenhaga 36. Dalaman 37. Dammam 38. Denizli 39. Diyarbakır 40. Doha 41. Dortmund 42. Dubaj 43. Düsseldorf 44. Edremit 45. Eindhoven 46. Elazığ 47. Irbil 48. / Ercan 49. Erzincan 50. Erzurum 51. Frankfurt 52. Gandża 53. Gaziantep 54. Gazipaşa 55. Genewa 56. Grozny 57. Hamburg 58. Hanower 59. Hatay 60. Helsinki 61. Hurghada 62. Iğdır 63. Izmir 64. Dżudda 65. Kahramanmaraş 66. Karaczi 67. Kars 68. Kastamonu 69. Kayseri 70. Konya 71. Kutaisi 72. Kuwejt 73. Londyn-Stansted 74. Lyon 75. Madryt 76. Malatya 77. Manchester 78. Mardin 79. Marsylia 80. Medyna 81. Monachium 82. Muş 83. Maskat 84. Nicea 85. Norymberga 86. Ordu–Giresun 87. Osz 88. Oslo-Gardermoen 89. Paryż-Charles de Gaulle 90. Podgorica 91. Praga 92. / Prisztina 93. Ras al-Chajma 94. Rijad 95. Rize–Artvin 96. Rzym-Fiumicino 97. Rotterdam 98. Sankt Petersburg 99. Samsun 100. Şanlıurfa 101. Sarajewo 102. Sofia (od 1 maja 2024) 103. Szardża 104. Szarm el-Szejk 105. Szymkent 106. Sivas 107. Skopje 108. Sztokholm-Arlanda 109. Stuttgart 110. Sulajmanijja 111. Tebriz 112. Tbilisi 113. Teheran-Imam Khomeini 114. Tel Awiw 115. Tirana 116. Trabzon 117. Wan 118. Wenecja 119. Wiedeń 120. Erywań 121. Zagrzeb 122. Zurych Sezonowo: 1. Mitylena 2. Płowdiw 3. Rodos |
| Qatar Airways       | 1. Doha |
| Royal Air Maroc     | 1. Casablanca |
| SalamAir            | 1. Maskat |